# Manmohan Singh
Manmohan Singh (ਮਨਮੋਹਨ ਸਿੰਘ, na escrita gurmukhi मनमोहन सिंह na escrita devanagari do Punjabe) (Gah, 26 de setembro de 1932 – Nova Deli, 26 de dezembro de 2024) foi um político e economista indiano. Foi o 13º Primeiro-ministro da Índia, pertence ao Partido do Congresso e é de religião sikh, sendo o primeiro não-hindu a chefiar o governo indiano. Singh assumiu o cargo de Primeiro-ministro em 2004, por indicação de Sonia Gandhi, e implantou várias reformas sócio-econômicas nos anos que se seguiram. Na política externa, destaca-se por seu posicionamento em prol dos Estados Unidos, tendo ampliado as relações entre os dois países.
Nascido no Punjab, Singh migrou com a família para a Índia em 1947. Graduou-se em Economia em Cambridge e concluiu seu doutorado em Oxford; ambas universidades britânicas. Na década de 1960, foi funcionário das Nações Unidas, tendo se aproximado da política quando Lalit Narayan Mishra o designou como Conselheiro do Ministério de Comércio Exterior. Durante os anos 1970 e 1980, Singh atuou em vários organismos do Governo de seu país; foi Conselheiro Econômico, presidente do Banco da Reserva e integrou a Comissão de Planejamento de Mishra.
Em 1991, quando o país passava por uma forte crise financeira, o então primeiro-ministro P. V. Narasimha Rao convidou Singh para assumir o Ministério das Finanças - foi o fato que marcou sua entrada definitiva na política. No governo Rao, apesar da forte oposição, Singh liderou um processo de reforma financeira de relativo sucesso. Embora sua ações tenham rendido grande apoio popular, seu partido não foi bem-sucedido nas eleições parlamentares de 1996. Consequentemente, durante o governo de Atal Bihari Vajpayee, Singh desempenhou o cargo de Líder da Oposição no Rajya Sabha.
Em 2004, Sonia Gandhi, líder da Aliança Progressista Unida (UPA), indicou Singh para assumir o cargo de primeiro-ministro num ato histórico do país. Singh conduziu reformas no legislativo e desenvolveu projetos de inclusão social, especialmente no que diz respeito à população do interior. No plano externo, manteve uma conduta de boas relações com Ocidente e Oriente, principalmente com os  Estados Unidos. Em 2008, sua oposição ao acordo nuclear proposto pelos Estados Unidos causou o afastamento dos partidos esquerdistas. Singh, contudo, manteve sua popularidade perante o povo indiano. Um ponto negativo de seu governo, porém, foram as tensões diplomáticas com o Oriente Médio causadas pelos ataques terroristas à Bombaim.

## Juventude e Educação
Manmohan Singh nasceu em 1932 na região do Punjab, que à época pertencia à Índia Britânica. Sua família era de religião Sikh; Órfão desde muito cedo, Singh foi educado pela avó paterna. Em 1947, sucedendo a Partilha da Índia, a família migrou para a cidade de Amritsar, situada no noroeste do país, onde Singh teve seu primeiro contato com uma comunidade hindu.
Singh foi aluno da Panjab University, onde graduou-se em 1952. Dois anos depois concluiu seu mestrado de Economia. Estudou também no respeitado St John's College, uma das faculdades integrantes da Universidade de Cambridge, Reino Unido. Após seus estudos no exterior, Singh retornou à Índia como professor universitário em Chandigarh. Em 1960, retornou ao Reino Unido, desta vez na Universidade de Oxford, onde conquistou seu Ph.D. em Economia dois anos depois.

## Carreira
Após concluir seus estudos, em 1966, Singh retornou à Índia e mudou-se para Genebra (Suíça) para trabalhar na Conferência das Nações Unidas sobre Comércio e Desenvolvimento, onde permaneceria até 1969. Sob indicação do então primeiro-ministro, Lalit Narayan Mishra, Singh foi também assessor do Ministro do Comércio Exterior. Mishra teria reconhecido nele, um "grande talento para questões de economia". Em 1969 tornou-se professor da Delhi School of Economics, da Universidade de Delhi.

## Primeiro-ministério

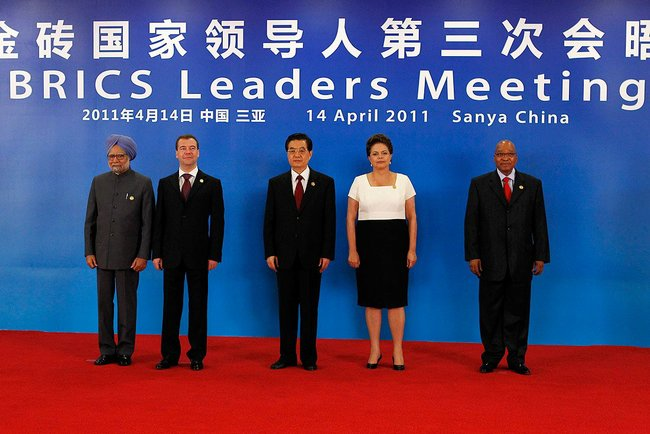
Manmohan Singh em um encontro com os presidentes Dmitry Medvedev, Hu Jintao, Dilma Rousseff e Jacob Zuma durante a Terceira cúpula do BRICS em Sanya, China.

Após a vitória nas eleições gerais de 2004, o Congresso Nacional Indiano pôs fim à era de governo da Aliança Democrática Nacional (NDA), uma coalização entre os partidos de centro-direita formada em 1998. O Partido do Congresso Nacional uniu-se aos demais partidos de esquerda para formar a Aliança Progressiva Unida (UPA), que seria liderada por Sonia Gandhi. Gandhi, num ato inédito, recusou a candidatura ao Governo indiano, e indicou em seu lugar o economista Manmohan Singh. Apesar de não ter sido membro do Parlamento indiano ou sequer ocupado um cargo mais próximo do eleitorado, Singh desfrutou de grande apoio popular; o que fundamentou sua chegada à chefia do governo. Em 22 de maio de 2004, Singh executou seu juramento como Primeiro-ministro da Índia.
No cargo de chefe de governo, conseguiu liderar a Índia a um período de prosperidade econômica, mas a crise mundial de 2007-2010 abalou o país. Casos de corrupção e lenta diminuição da pobreza fizeram aumentar o descontentamento popular para a sua administração. Muitos indianos achavam que o crescimento econômico do país atingia apenas uma pequena parcela do povo, enquanto a desigualdade social aumentava. Porém, de fato, o PIB cresceu nos anos 2000 uma média de 8–9% ao ano. Singh também lançou projetos para melhorar a saúde e combater o analfabetismo.
Na política externa, ele adotou uma linha mais pragmática. Ao mesmo tempo que se aproximava dos Estados Unidos, também buscou melhorar os laços com os chamados BRICs, especialmente com a China, além da União Européia e até Israel. Com os americanos, Singh teve boas relações com George W. Bush e com Barack Obama. Com a Rússia, o país também estreitou laços, especialmente no ramo da defesa.

## Morte
Em 26 de dezembro de 2024, Singh foi internado no departamento de emergência do Instituto de Ciências Médicas da Índia, em Nova Déli, por problemas relacionados a doenças cardíacas e velhice. Ele havia desmaiado antes em sua casa em Nova Déli. Singh morreu algumas horas após sua hospitalização, aos 92 anos.

## Ligação externa
- Página do primeiro-ministro da Índia